# 森楚里 (西棕櫚灘)
森楚里（英語：Century）是位於美國佛羅里達州棕櫚灘縣的一個人口普查指定地區。2016年2月15日，此城鎮遭到EF3等級之龍捲風重創，造成3人受傷，多棟住宅嚴重損害。

## 同名社區
南佛罗里达邁阿密都會區共有四個“森楚里村”，皆由同一家開發商建造，分別位於西棕榈滩、博卡拉頓、迪尔菲尔德比奇和彭布羅克派恩斯。本文僅討論西棕櫚灘森楚里村，它是在其四之中唯一曾被指定為人口普查指定地區的村。這四個村都是封閉式退休社區，居民必須年滿55歲。

## 地理
森楚里的座標為26°42′56″N 80°07′34″W / 26.71556°N 80.12611°W，而該地最高點為海拔高度5米（即16英尺）。

## 人口
根據2010年美國人口普查的數據，森楚里的面積為2.80平方千米，當中陸地面積為2.60平方千米，而水域面積為0.20平方千米。當地共有人口7616人，而人口密度為每平方千米2,720人。

## 流行文化
- 喜剧演员列·畢頓曾长期担任森楚里养老社区的广告代言人。[4]

- 由于老年居民比例极高，该社区常被戏称为“公墓村”（Cemetery Village）。[5]

- 森楚里养老社区曾成为610 WIOD电台（英语：WIOD）《菲爾唐納修秀》喜剧段子的创作素材。[6]

- E. L. 柯尼斯柏格（英语：E. L. Konigsburg）1996年出版的儿童小说《相约星期六（英语：The View from Saturday）》部分场景设定于此社区。